# Хрептович, Фёдор
Фёдор Богданович Хрептович (? — около 1527) — государственный деятель Великого княжества Литовского, подскарбий надворный литовский (около 1492—1501), подскарбий великий литовский (1501—1508), наместник белицкий (1502), берестейский (1507) и остринский (1507—1509).

## Биография
Представитель белорусского шляхетского рода Хрептовичей герба «Одровонж». Сын Богдана Хрептовича, брат Ивана Литовора, Мартина и Василия Хрептовичей.
Вместе со своими братьями Фёдор Хрептович был одним из влиятельных сановников Великого княжества Литовского на рубеже XV—XVI веков. Около 1492 году после своего брата Яна Литовора был назначен подскарбием надворным литовским (точна дата получения должности неизвестна, но впервые упоминается в этим титулом в сентябре 1494 года). В 1501 году Фёдор Богданович Хрептович был назначен подскарбием великим (земским) литовским. Также был наместником белицким (1502), берестейским (1507) и остринским (1507—1509). В 1508 году Фёдор Хрептович принял участие в восстания князей Михаила, Ивана и Василия Глинских против великокняжеской власти, за что был лишен всех должностей и феврале 1509 года заключен в темницу, где провёл два года. В 1511 году после освобождения из заключения Фёдор Хрептович уже не получил занимаемых ранее должностей и перестал входить в высшее руководством Великого княжества Литовского.

## Семья
Фёдор Хрептович был женат на Марии, происхождение которой не известно. Дети:
- Юрий (Ежи) Хрептович, дворянин королевский, затем православный архиепископ полоцкий под именем Германа
- Елена Хрептович, жена князя Фёдора Фёдоровича Четвертинского.